# نیروی زمینی صربستان
نیروی زمینی صربستان (سیریلیک صربی: Копнена војска Србије، آوانگاری: Kopnena vojska Srbije، ت. «Serbian Land Army») شاخه زمینی نیروهای مسلح صربستان است، که در سال ۱۸۰۸ تأسیس شد.